# Daelim Daystar
La Daystar es una motocicleta custom de la marca coreana Daelim, originalmente con motor de 125 cc, luego lanzaron un segundo modelo de 250 cc. 

## Versiones
Todas las versiones cuentan con un motor de combustión interna monocilíndrico de cuatro tiempos y refrigeración mixta (aire/aceite), de 124,1 cc y 4 válvulas. 
Inicialmente con un carburador (modelo Daystar 125), en 2007 aparece un nuevo modelo (Daystar 125FI) con inyección electrónica (IE) que sustituye a los anteriores; aunque tiene distintas prestaciones motoras y capacidad de combustible algo inferior, la estética se mantiene sin cambios.
El chasis es de doble cuna de acero y monta una horquilla telescópica delante y un monoamortiguador oculto detrás, sin ningún tipo de regulación. La frenada está encargada a un disco delantero y un tambor trasero. El cuadro de mandos dispone de velocímetro y cuentarrevoluciones, así como un indicador de gasolina sobre el depósito.
Actualización 2015:
En este año parece un nuevo modelo mejorado de inyección (FI) que incorpora: Sensor en pata de cabra que no permite arrancar si la pata está bajada y una marcha metida, Freno trasero de DISCO y dos amortiguadores traseros, visibles y cromados, regulables en altura, en dos posibles posiciones.
En 2014 aparece un nuevo modelo con cilindrada de 250 cc, con la misma estética pero mejores prestaciones en general.